# Chelonus klugei
Chelonus klugei är en stekelart som först beskrevs av Vladimir Ivanovich Tobias 2001.  Chelonus klugei ingår i släktet Chelonus och familjen bracksteklar. Inga underarter finns listade i Catalogue of Life.